# Nadir Caselli
Nadir Caselli (* 31. Januar 1989 in Pisa) ist eine italienische Schauspielerin und Model.

## Biografie
Caselli besuchte das Liceo Linguistico Antonio Pesenti Cascina, ein sprachliches Gymnasium in Cascina, und studierte Translatologie an der Universität Rom III. Bekannt wurde sie durch den Kinofilm Reich und verdorben. Neben mehreren Kinorollen spielte sie auch in mehreren Fernsehserien mit.

## Filmografie (Auswahl)
- 2008: Reich und verdorben (Un gioco da ragazze), Regie: Matteo Rovere
- 2010: Baciami ancora, Regie: Gabriele Muccino
- 2010: Solo un gioco, Regie: Elisa Amoruso
- 2010: Oggi gira così, Regie: Sydney Sibilia
- 2011: Immaturi, Regie: Paolo Genovese
- 2011: La peggior settimana della mia vita, Regie: Alessandro Genovesi
- 2012: Posti in piedi in paradiso, Regie: Carlo Verdone
- 2013: Universitari - Molto più che amici, Regie: Federico Moccia
- 2013: Benvenuto Presidente, Regie: Riccardo Milani
- 2014: Smetto quando voglio, Regie: Sydney Sibilia
- 2014–2016: Don Matteo, Regie: Monica Vullo, Luca Ribuoli und Jan Maria Michelini
- 2015: Traummann im zweiten Anlauf (All Roads Lead to Rome), Regie: Ella Lemhagen
- 2017: The Music of Silence (La musica del silenzio)